# Réseau Typhoon
Pour les articles homonymes, voir Typhoon.
 (novembre 2024).
Le réseau Typhoon est un réseau cybercriminel affilié à la Chine ayant infiltré des infrastructures critiques à l'échelle mondiale. Il se compose de plusieurs sous-groupes distincts, notamment Volt Typhoon, Salt Typhoon, Flax Typhoon, Charcoal Typhoon et Salmon Typhoon.

## Activités cybercriminelles
Les groupes du réseau Typhoon sont accusés d'avoir piraté les réseaux de grands fournisseurs de télécommunications américains comme Verizon, AT&T et Lumen Technologies. Ils auraient ainsi pu accéder à des informations provenant de systèmes utilisés par le gouvernement américain pour réaliser des écoutes légales.

### Volt Typhoon
Le groupe Volt Typhoon est un groupe d'APT qui aurait aussi réussi à infiltrer des infrastructures critiques américaines pendant au moins cinq ans, notamment dans les secteurs de l'énergie, des transports et de l'approvisionnement en eau. Leur stratégie consiste à cibler en priorité de petites structures fournissant des services à des entreprises plus stratégiques,.
En février 2024, le Cybersecurity and Infrastructure Security Agency (CISA), la National Security Agency (NSA) et le Federal Bureau of Investigation (FBI), émettent un avis conjoint avertissant des exaction commises par « Volt Typhoon ». Ils dénonce des acteurs cyber parrainés par l'État chinois cherchant à se positionner sur les réseaux informatiques afin d'attaquer les infrastructures critiques américaines en cas de crise majeure ou de conflit avec les États-Unis,.
Les agences américaines confirment que Volt Typhoon avait compromis les environnements informatiques de plusieurs organisations d'infrastructures critiques, principalement dans les secteurs des communications, de l'énergie, des transports et de la gestion de l'eau et des eaux usées. Bien que les activités de Volt Typhoon ne correspondent pas à des opérations traditionnelles d'espionnage ou de collecte de renseignements, les agences évaluent avec un haut niveau de confiance que ces acteurs se positionnent sur les réseaux informatiques dans le but de se déplacer latéralement vers les actifs de contrôle et de commande afin de perturber les fonctions de ces infrastructures. Cela soulève des inquiétudes quant à la possibilité pour ces acteurs d'utiliser cet accès à des fins de perturbation en cas de tensions géopolitiques ou de conflits militaires.

### Salt Typhoon
Salt Typhoon est impliqué dans des campagnes d'espionnage liées à la Chine visant des entreprises de télécom américaines telles que Verizon, AT&T, Lumen Technologies et T-Mobile. au cours de ces attaques, les attaquant accèdent aux enregistrement d'appels client en ciblant les clients liés au gouvernement ou à la politique. Salt Typhoon est l'un des acteurs étatiques chinois les plus agressifs, même s'il partage certaines méthodes et outils avec d'autres acteurs sponsorisés par la Chine.

### Flax Typhoon
Flax Typhoon est accusé d'avoir contrôlé un botnet composé de milliers d'appareils connectés, principalement des routeurs, caméras et serveurs, répartis dans le monde entier, y compris 5 600 en France. En septembre 2024, Christopher A. Wray, directeur du FBI, déclare que son service a pris le contrôle du botnet exploité par Flax Typhoon. Ce botnet comprendrait environ 260 000 appareils connectés à Internet. Grâce à botnet, Flax Typhoon aurait espionné des organismes gouvernementaux, des sociétés, des universités et des personnes dans 19 pays, dont les États-Unis, le Canada, la France, le Viet Nam, l'Allemagne et le Royaume-Uni.

### Charcoal Typhoon et Salmon Typhoon
D'autres groupes comme Charcoal Typhoon et Salmon Typhoon utiliseraient également les technologies de l'intelligence artificielle, comme les modèles de langage, pour leurs activités d'ingénierie sociale et de renseignement.

## Réponse chinoise
Bien que des rapports d'agences de cybersécurité internationales ont documenté en détail les méthodes et cibles de ces groupes, les reliant à l'État chinois, les autorités chinoises rejettent ces accusations, les qualifiant de « farce politique » organisée par Washington. Elles mettent en avant le manque de preuves suffisantes pour imputer ces activités au gouvernement chinois.